# Huyết khối tĩnh mạch sâu
Huyết khối tĩnh mạch sâu (thuật ngữ viết tắt khoa học: DVT) là một chứng bệnh có liên quan đến tình trạng máu đóng cục trong các tĩnh mạch nằm sâu bên trong cơ thể, thường gặp nhất là các tĩnh mạch ở chân. Đây là tình trạng tắc nghẽn một tĩnh mạch do cục máu đông được vận chuyển trong dòng máu từ một nơi khác đến. Huyết khối tĩnh mạch sâu xảy ra khi cục máu đông được hình thành và làm tắc tĩnh mạch chi dưới hay tĩnh mạch chậu. Khi cục máu đông bị bóc tách ra khỏi thành mạch, nó có thể dẫn đến thuyên tắc phổi, gây tử vong. Chứng bệnh này phổ biến ở người già, nhưng phụ nữ trẻ cũng không miễn nhiễm, đặc biệt là trong thời kỳ sinh đẻ.

## Đại cương
Huyết khối tĩnh mạch sâu là một biểu hiện thường gặp ở bệnh nhân nằm bệnh viện với sự hình thành huyết khối, thường là ở tĩnh mạch sâu của chi dưới. Huyết khối ở chi dưới có thể theo máu đến phổi gây tắc động mạch phổi gọi là thuyên tắc phổi, là một bệnh lý nặng nề, có thể dẫn đến tử vong đột ngột. 80% huyết khối tĩnh mạch sâu không có triệu chứng cho đến khi xảy ra biến chứng nặng nề là thuyên tắc phổi. Nếu bệnh nhân không gặp biến chứng thuyên tắc phổi thì sẽ có đến 20-50% sau này bị hội chứng hậu huyết khối với biểu hiện loét, đau nhức và giới hạn vận động chi dưới.
Huyết khối tĩnh mạch sâu ít gặp ở lứa tuổi dưới 40 nhưng gặp nhiều ở những người trên 45 tuổi. Bệnh có thể xảy ra ở các tĩnh mạch sâu khắp cơ thể, nhưng thường thấy ở bắp chân và bắp đùi, do máu đông đóng thành khối gây tắc nghẽn hoàn toàn hoặc một phần mạch máu. Khoảng 10% trường hợp bị bệnh có thể gây nghẽn mạch phổi và tử vong.
Một huyết khối trong tĩnh mạch sâu thường tạo nên một khối máu dài, mềm với một đầu dính vào vách trong của tĩnh mạch. Khối máu đông này có thể trở nên lớn hơn nhiều và tách rời vào dòng máu. Khi khối máu tách ra, nó được xem như là một vật làm nghẽn mạch (embolus), và vật làm nghẽn mạch này có thể được mang đi trong dòng máu đến những tĩnh mạch lớn hơn ở chân.
Sau đó, vật làm nghẽn mạch có thể được mang lên tĩnh mạch lớn nhất của cơ thể - tĩnh mạch chủ, và vào tim. Từ tim, vật làm nghẽn mạch lại bị đưa đẩy ra các động mạch vào phổi và làm nghẽn những động mạch này, cuối cùng gây nên chứng Thuyên tắc động mạch phổi - Pulmonary Embolism (PE). Nghẽn mạch phổi (NMP) nặng quá sẽ làm phổi xẹp và tim suy. Chứng này là một trong những nguyên nhân chết đột ngột.
Các nghiên cứu dịch tễ học ở Mỹ cho thấy thuyên tắc huyết khối tĩnh mạch gây tử vong hàng năm nhiều hơn bệnh AIDS, ung thư vú và tai nạn giao thông cộng lại. Ở Bắc Mỹ và châu Âu, cứ 100.000 người thì có 160 trường hợp huyết khối tĩnh mạch sâu và 50 trường hợp thuyên tắc phổi được chẩn đoán qua tử thiết. Tại Việt Nam tỷ lệ huyết khối tĩnh mạch sâu không hiếm gặp, một kết quả nghiên cứu cho thấy có 22% bệnh nhân được phát hiện có huyết khối tĩnh mạch sâu bằng siêu âm Doppler dù họ không có triệu chứng gì của bệnh.
Thuyên tắc huyết khối tĩnh mạch hay gặp ở bệnh nhân có nguy cơ bị nhồi máu cơ tim cấp, nhũn não, suy hô hấp cấp tính và nặng, nhiễm trùng cấp bệnh nhân lớn tuổi, có thai hay sau sinh. Tình trạng máu đông cục gây tắc tĩnh mạch có thể xảy ra ở những thai phụ ít vận động, bị suy tim ứ huyết hay chấn thương. Một số người làm thụ tinh trong ống nghiệm cũng gặp chứng này sau chuyển phôi thành công.

## Triệu chứng
Triệu chứng của bệnh này thường gặp ở cẳng chân hoặc đùi gồm các dấu hiệu: sưng, đau, đỏ đoạn chi, nhất là bụng chân (phía sau chân), bên dưới đầu gối. Bệnh thường xảy ra ở một chân, song cũng có thể bị cả hai chân, cảm giác đau tăng khi co gập chân. Chỗ đau có thể tăng khi co gập chân về phía đầu gối. Trường hợp nặng có thể thấy lở loét ở bắp chân và gặp nhiều nếu huyết khối tĩnh mạch sâu tại tĩnh mạch đùi, ở người béo phì hoặc có nhiều huyết khối tĩnh mạch sâu ở cùng một chân.
Tuy nhiên cũng có trường hợp không có một triệu chứng gì ở chân đang bị bệnh này, bệnh chỉ được phát hiện khi đã gây biến chứng tắc nghẽn mạch phổi do hậu quả của huyết khối tĩnh mạch sâu ở chân. Khi bị tắc nghẽn mạch phổi xuất hiện các triệu chứng: khó thở, đau ngực và ngất.
Huyết khối tĩnh mạch sâu có những triệu chứng được phát hiện nhờ các phương tiện chẩn đoán hình ảnh như: siêu âm có thể giúp phát hiện khối máu đông trong tĩnh mạch chân, với kỹ thuật Doppler siêu âm có thể giúp biết tốc độ di chuyển của máu trong tĩnh mạch, Chụp Xquang tĩnh mạch sau khi tiêm chất cản quang sẽ cho thấy chất này có di chuyển bình thường trong tĩnh mạch hay bị chặn lại do có huyết khối....

## Nguyên nhân
Một số nguyên nhân gây huyết khối tĩnh mạch sâu có thể kể đến là:
- Ít vận động: Mọi lý do như bệnh tật, chấn thương, thói quen nghề nghiệp, thói quen sinh hoạt, hành trình lâu dài trên máy bay, tàu hỏa và xe hơi... mà cơ thể không hoặc ít vận động, đều có thể tăng nguy cơ huyết khối tĩnh mạch sâu vì khi cơ thể không vận động, máu trong tĩnh mạch sẽ chảy chậm và làm tăng nguy cơ đông máu.
- Tĩnh mạch bị tổn thương: Bệnh viêm mạch (vasculitis), hóa trị liệu, đụng dập do chấn thương gây tổn thương ở tĩnh mạch làm tăng nguy cơ bị bệnh này, ngược lại chính huyết khối tĩnh mạch sâu có thể làm tổn thương thành tĩnh mạch và làm tăng nguy cơ bị thêm một huyết khối tĩnh mạch sâu khác trong mạch máu.
- Do dùng thuốc điều trị là hormon sinh dục nữ: Các thuốc có chứa estrogen khi dùng để điều trị một số bệnh như ung thư, chữa chứng tiền mãn kinh có tác dụng phụ làm cho máu dễ đông hơn, do đó gia tăng nguy cơ bị bệnh này.
- Do di truyền và mắc một số bệnh: Bệnh nhân bị ung thư, suy tim, mang thai, béo phì, trên 40 tuổi, di truyền từ cha mẹ sang con... là các yếu tố làm cho máu dễ đông, do đó tăng nguy cơ bị huyết khối tĩnh mạch sâu.

## Phòng tránh và điều trị

### Phòng bệnh

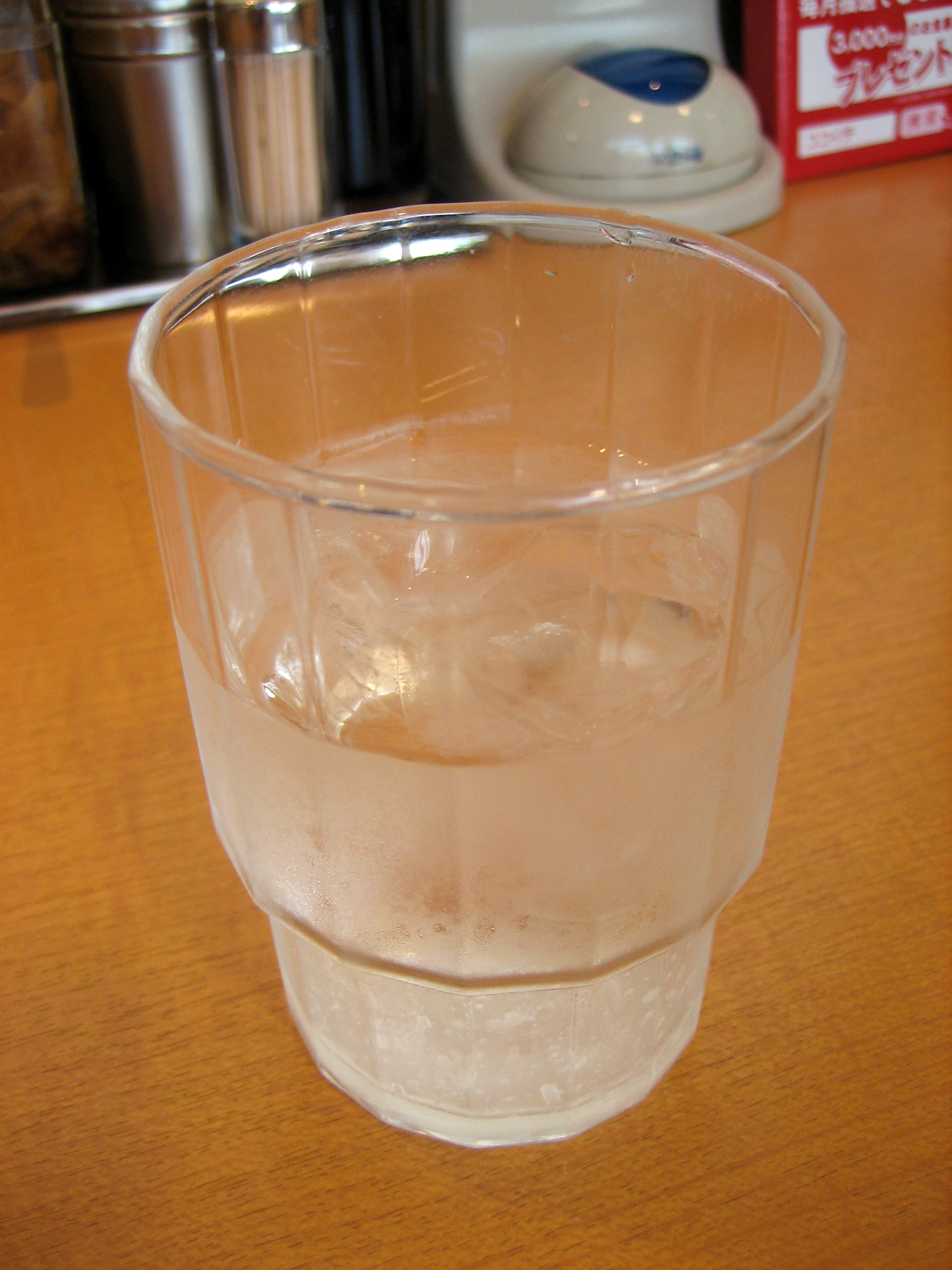
Uống nhiều nước, và tăng cường vận động, cách phòng bệnh Huyết khối tĩnh mạch sâu đơn giản và hiệu quả

Để phòng bệnh cần chú ý thực hiện tốt các biện pháp: 
- Tăng cường vận động, nhất là sau một ca phẫu thuật kéo dài,
- Phụ nữ sau khi sinh đẻ, cần tránh bất động hoặc nằm lâu ngày
- Những người ít vận động, cần tăng cường vận động.
- Người có rối loạn về đông máu cần được dùng thuốc chống đông máu theo chỉ định của bác sĩ.
- Nếu phải đi trên tàu, xe, máy bay trong thời gian dài nên lưu ý tạo tư thế ngồi thoải mái, cứ khoảng nửa giờ cần co duỗi chân, thỉnh thoảng nên đi lại cho khí huyết lưu thông.

Một số biện pháp hiệu quả gồm:
- Cử động chân. Chỉ cần ngồi một chỗ trong thời gian dài, máu có thể tụ ở chân, tạo thành máu đóng cục. Vì vậy, cứ mỗi 1-2 tiếng đồng hồ, nên đứng dậy và đi loanh quanh, bất kể đang ngồi ở bàn làm việc hay đang đi trên xe hoặc máy bay (co duỗi cơ chân trong khi ngồi cũng có tác dụng)
- Có lối sống lành mạnh: nên bỏ thói quen hút thuốc. Hút thuốc góp phần làm xơ cứng động mạch, qua đó làm tăng nguy cơ máu đóng cục đồng thời uống nhiều nước, vì việc cung cấp đầy đủ nước cho cơ thể có thể làm giảm nguy cơ bị máu đóng cục.
- Duy trì trọng lượng hợp lý, thực hiện chế độ ăn uống lành mạnh nhằm tăng cường sức khỏe tim mạch và vận động thể chất thường xuyên.
- Việc uống thuốc ngừa thai có thể làm tăng nguy cơ bị huyết khối tĩnh mạch sâu, nên cân nhắc và thận trọng.
- Nhận biết các dấu hiệu của bệnh để phòng tránh, nên chú ý tình trạng đau, sưng, tình trạng đỏ hoặc thay đổi màu sắc ở một bên chân hay có cảm giác nóng trên da ở khu vực bị ảnh hưởng.

### Điều trị
Mục đích điều trị huyết khối tĩnh mạch sâu là nhằm hạn chế khối máu đông lớn lên, ngăn chặn chúng tan vỡ ra di chuyển về phổi để tránh tai biến nghẽn mạch phổi, tránh biến chứng và tái phát HKTMS. Có thể áp dụng một hay nhiều phương pháp như:
- Thuốc chống đông máu: dùng các thuốc chống đông máu như heparin và warfarin dưới sự theo dõi chặt chẽ của thầy thuốc để điều trị và chống tái phát.
- Sử dụng loại tất đặc biệt (compression stockings) nhằm tránh tổn thương phần mềm, phòng ngừa và giảm sưng, đau, lở loét ở chân. Phải dùng loại tất này với thời gian hàng năm hoặc nhiều tháng, sau khi bị HKTMS, hằng ngày phải đeo tất từ lúc sáng sớm thức dậy cho đến khi đi ngủ buổi tối.
- Kê cao chân khi nằm ngủ: Khi ngủ dùng gối kê bàn chân và cẳng chân hơi cao hơn bắp chân, cẳng chân cao hơn đùi để giảm áp lực lên tĩnh mạch chân.

### Phác đồ điều trị
Có thể tiêm thuốc kháng đông heparin. Thuốc kháng đông làm loãng máu khiến máu khó đông. Heparin giúp đề phòng huyết khối và ngăn cản huyết khối sẵn có tăng trưởng thêm. Tuy nhiên, heparin không thể làm tan huyết khối đã hình thành. Heparin tác dụng nhanh, nhưng cần phải dùng bằng đường tiêm tĩnh mạch.
Bệnh nhân thường được dùng heparin từ 5 đến 7 ngày. Sau đó, sẽ chuyển sang thuốc viên kháng đông warfarin (Coumadin), trong 6 tháng. Trong thời gian dùng thuốc, cần xét nghiệm chức năng đông máu thường xuyên, đảm bảo nồng độ thuốc đủ để phòng chống huyết khối, nhưng không quá cao gây xuất huyết. Thuốc kháng đông sẽ gây xuất huyết nếu dùng quá liều lượng. Muốn làm tan cục máu đông, cần phải dùng thuốc làm tan huyết khối (thrombolysis).
Bác sĩ phẫu thuật mạch máu sẽ tiêm thuốc làm tan huyết khối bằng một catheter đưa thẳng vào cục máu đông. Thuốc làm tan huyết khối gây nguy cơ biến chứng xuất huyết và đột quỵ cao hơn thuốc kháng đông. Tuy nhiên, thuốc tan huyết khối có thể làm tan được cục máu đông có kích thước rất lớn. Thuốc tan huyết khối được chọn dùng khi bệnh nhân có nguy cơ cao thuyên tắc phổi hoặc khi bị huyết khối tĩnh mạch sâu ở tay.
Dùng đến phẫu thuật để loại bỏ huyết khối tĩnh mạch sâu. Thủ thuật này có tên gọi mở tĩnh mạch loại bỏ huyết khối. Thường dùng phẫu thuật này khi bệnh nhân bị thể HKTMS nặng gọi là phlegmasia cerulea dolens, không đáp ứng với các phương pháp điều trị nội khoa. Phlegmasia cerulea dolens, nếu không được điều trị đúng mức, có thể gây hoại thư, do các mô không được cung cấp đầy đủ oxygen và máu.
Sử dụng lưới lọc tĩnh mạch chủ nếu bệnh nhân không thể dùng được thuốc phòng chống huyết khối tĩnh mạch sâu hoặc khi thuốc không có tác dụng giảm huyết khối. Lưới lọc tĩnh mạch chủ ngăn cản huyết khối bong ra từ các tĩnh mạch chi dưới không cho chúng về đến phổi. Thường thì lưới lọc tĩnh mạch chủ được đưa vào đúng vị trí bằng một catheter xuyên qua tĩnh mạch háng, cổ hoặc tay.
Có thể được dùng vớ thun ép (elastic compression stockings) để giảm sưng phù và đề phòng máu ứ trệ trong các tĩnh mạch ở chân.